# Coelichneumon caerulescens
Coelichneumon caerulescens là một loài tò vò trong họ Ichneumonidae.